# Canton de Chamonix-Mont-Blanc
Le canton de Chamonix-Mont-Blanc, anciennement canton de Chamonix, est un ancien canton français, situé dans le département de la Haute-Savoie. Le chef-lieu de canton se trouvait à Chamonix-Mont-Blanc. Il disparait lors du redécoupage cantonal de 2014 et les communes rejoignent le nouveau canton du Mont-Blanc.

## Géographie
Le territoire cantonal, de 1793, puis de 1864, correspond à la partie haute du Faucigny. La vallée de Chamonix correspond à la haute-vallée de l'Arve, en amont du passage des gorges de la Diosaz. L'historien de la Savoie, Henri Baud, commence sa présentation du canton par ces mots : « La vallée de Chamonix est un monde à part. ».

## Histoire
Lors de l'annexion du duché de Savoie à la France révolutionnaire en 1792, la vallée de Chamonix est organisée en canton avec Chamonix pour chef-lieu, au sein du département du Mont-Blanc, dans le district de Cluses,. Ce nouveau canton comptait trois communes : Chamonix, Les Houches et Vallorcine, avec 3 337 habitants. Avec la réforme de 1800, le canton est maintenu avec cependant une commune supplémentaire, Servoz, dans l'arrondissement de Bonneville, dans le nouveau département du Léman.
En 1814, puis 1815, le duché de Savoie retourne dans le giron de la maison de Savoie. Le canton français de Chamonix devient dans la nouvelle organisation de 1816 un mandement sarde comprenant cinq communes : Chamonix, Les Contamines, Les Houches, Saint-Gervais et Vallorcine, au sein de la province du Faucigny. La nouvelle réforme de 1818 fait disparaître le mandement au profit de celui de Saint-Gervais qui compte huit communes (les cinq de l'ancien mandement de Chamonix ainsi que Passy , Saint-Nicolas-de-Véroce et Servoz en plus). En 1837, le mandement de Saint-Gervais se maintient avec la vallée de Chamonix, et la province du Faucigny appartient à la nouvelle division administrative d'Annecy.
Au lendemain de l'Annexion de 1860, le duché de Savoie est réunis à la France et retrouve une organisation cantonale, au sein du nouveau département de la Haute-Savoie (créé par décret impérial le 15 juin 1860). Le canton de Chamonix est créé en 1864. La modification du nom de la commune de Chamonix en Chamonix-Mont-Blanc en 1921, voit également le changement de nom du canton.
La réforme de 2014 amène la disparition du canton de Chamonix au sein du nouveau canton du Mont-Blanc.

## Composition
Le canton de Chamonix-Mont-Blanc regroupait les 4 communes suivantes :
| Nom                             | Code Insee | Intercommunalité                       | Superficie (km2) | Population (dernière pop. légale) | Densité (hab./km2) |
| ------------------------------- | ---------- | -------------------------------------- | ---------------- | --------------------------------- | ------------------ |
| Chamonix-Mont-Blanc (chef-lieu) | 74056      | CC de la Vallée de Chamonix-Mont-Blanc | 116,53           | 8 997 (2014)                      | 77                 |
| Les Houches                     | 74143      | CC de la Vallée de Chamonix-Mont-Blanc | 43,07            | 2 942 (2014)                      | 68                 |
| Servoz                          | 74266      | CC de la Vallée de Chamonix-Mont-Blanc | 13,47            | 965 (2014)                        | 72                 |
| Vallorcine                      | 74290      | CC de la Vallée de Chamonix-Mont-Blanc | 44,57            | 397 (2014)                        | 8,9                |

## Représentation

### Conseillers généraux de 1864 à 2015
Présentation de la liste des conseillers généraux du canton de Chamonix-Mont-Blanc :
| Période                                  | Période          | Identité                   | Étiquette   | Qualité |
| ---------------------------------------- | ---------------- | -------------------------- | ----------- | --- |
| Les données manquantes sont à compléter. |                  |                            |             | |
| 1864                                     | 1871             | Fernand Bartholoni         |             | Maître des requêtes au Conseil d'Etat |
| 1871                                     | 1889             | Constant Orsat             | Républicain | Avoué Maire de Bonneville (1877-1888) |
| 1889                                     | 1895             | Jules Payot                | Républicain | Professeur puis Inspecteur d'Académie |
| 1895                                     | 1918             | Émile Chautemps            | Rad.        | Médecin à Paris Député de la Seine (1889-1898) Ministre (janvier à novembre 1895 et juin 1914) Député de Haute-Savoie (1898-1905) Sénateur (1905-1918) |
| 1919                                     | 1920 (décès)     | Henri Devouassoud          | Républicain | Fabricant de clarines et de sonnettes à Chamonix, conseiller d'arrondissement                                                                          |
| 1920                                     | 1931 (démission) | Jacques Duboin             | Rad.        | Industriel à Paris Député (1921-1928) Ministre (1928)                                                                                                  |
| 1931                                     | 1936 (décès)     | Louis Ravanel              | DVD         | Notaire à Chamonix |
| 1936                                     | 1940             | Denis Bernardet            | DVD         | Ingénieur des chemins de fer Maire de Chamonix (1935-1940)                                                                                             |
|                                          |                  |                            |             | |
| 1942                                     | 1945             | Gabriel Dupré              |             | Maire de Chamonix Nommé conseiller départemental en 1942                                                                                               |
|                                          |                  |                            |             | |
| 1945                                     | 1964             | Philippe-Edmond Désailloud | DVD         | Conseiller municipal de Chamonix-Mont-Blanc |
| 1964                                     | 1970             | Paul Payot (1912-1977)     | DVD         | Homme de lettres Maire de Chamonix-Mont-Blanc (1953-1959 et 1965-1968)                                                                                 |
| 1970                                     | 1976             | Philippe-Edmond Désailloud | RI          | |
| 1976                                     | 1982             | Floréal Dablanc            | PCF         | Technicien des services téléphoniques des PTT Conseiller municipal de Chamonix-Mont-Blanc                                                              |
| 1982                                     | 2015             | Michel Charlet             | DVD         | Maire de Chamonix-Mont-Blanc de 1983 à 2008 |

### Conseillers d'arrondissement (de 1864 à 1940)
| Période                                  | Période      | Identité                         | Étiquette   | Qualité |
| ---------------------------------------- | ------------ | -------------------------------- | ----------- | --- |
| 1871                                     |              | Zacharie Tairraz (1838-1904)     |             | Photographe à Chamonix, suppléant du juge de paix                                                           |
|                                          |              |                                  |             | |
| 1886                                     | 1892         | Ferdinand Folliguet              | Républicain | Maire de Chamonix                                                                                           |
| 1892                                     | 1902 (décès) | Arthur Venance-Payot (1826-1902) | Républicain | Naturaliste, conseiller municipal et ancien maire de Chamonix                                               |
| 1902                                     | 1919         | Henri Devouassoud (1858-1920)    | Républicain | Fabricant de clarines et de sonnettes à Chamonix                                                            |
|                                          |              |                                  |             | |
| av.1934                                  | 1940         | Désiré Charlet (1880-1954)       | URD         | Agent d'assurances et hôtelier, Chamonix                                                                    |
| 1940                                     |              |                                  |             | Les conseils d'arrondissement ont été suspendus par la loi du 12 octobre 1940 et n'ont jamais été réactivés |
| Les données manquantes sont à compléter. |              |                                  |             | |

## Démographie
| 1962  | 1968  | 1975   | 1982   | 1990   | 1999   | 2006   | 2011   | 2012   |
| ----- | ----- | ------ | ------ | ------ | ------ | ------ | ------ | ------ |
| 9 111 | 9 728 | 10 584 | 11 250 | 12 596 | 13 744 | 13 540 | 13 264 | 13 193 |